# Zathura: Una aventura espacial
Zathura: Una aventura espacial (títol original en anglès: Zathura: A Space Adventure) és una pel·lícula fantàstica estatunidenca dirigida per Jon Favreau, estrenada l'any 2005, adaptació del llibre homònim de Chris Van Allsburg publicat l'any 2002. Ha estat doblada al català.

## Argument
Tancat al soterrani de la casa per Walter, el seu germà gran després d'haver-lo enfadat, Danny descobreix una caixa d'un estrany joc de societat anomenat Zathura. Tot just han començat a jugar, que els dos germans es troben propulsats a l'espai amb la casa i descobreixen també que no poden ja aturar el joc començat. Es troben enfront dels temibles Zorgons, les naus de combat dels quals ronden esperant atacar-los. Danny i Walter han de deixar la seva rivalitat de costat per poder sobreviure i esperar tornar a casa. Els caldrà doncs afrontar cada etapa del joc on tot és possible. Després de les trobades imprevistes i de les proves espectaculars, descobreixen que la seva única possibilitat és fer equip, perquè en aquest joc... només hi ha una vida.

## Repartiment
- Jonah Bobo: Danny Budwing
- Josh Hutcherson: Walter Budwing
- Kristen Stewart: Lisa Budwing
- Dax Shepard: l'astronauta
- Tim Robbins: el pare
- Frank Oz: Robot (veu)
- John Alexander: Robot
- Derek Mears: Leader Zorgon
- Douglas Tait: Zorgon
- Joe Bucaro III: Zorgon
- Jeff Wolfe: Zorgon

## Banda original
- Hey Man, interpretat per The Vacancies
- SportsCenter Theme, compost per John Colby
- Slippin, compost per Tom Hammer
- Tidal, interpretat per Appogee
- Numb, interpretat per Tiff Eaves
- Can't Be Bothered, interpretat per The Fight
- Loves Me Like a Rock, interpretat per Paul Simon

## Valoracions de la pel·lícula
- El tema del film recorda el de Jumanji, adaptació de Jumanji, una altra novel·la de Chris Van Allsburg, dirigida per Joe Johnston l'any 1995.
- "Bàsicament és 'Jumanji' en l'espai exterior (...) Puntuació: ★★ (sobre 4)."[3]
- "Als llimbs encantat entre dormir i estar despert, Zathura se sent al mateix temps real i irreal, com un somni del que pots despertar en qualsevol moment (...) furga al prolix món de la infància: rivalitat entre germans, lluita contra l'avorriment i impulsos destructius"[4]
- "Té tots els elements que podrien fer-la emocionant i visualment és enlluernador, però li falta la connexió emocional necessària per fer-la interessant."[5]